# Моравокрила гугутка
Моравокрилата гугутка (Claravis geoffroyi) е вид птица от семейство Гълъбови (Columbidae). Видът е критично застрашен от изчезване.

## Разпространение
Разпространен е в Аржентина, Бразилия и Парагвай.